# Альпийские горки
Альпи́йские горки или родельбан (нем. rodelbahn) — аттракцион, предназначенный для скоростного спуска по склонам гор (или крутого холма) на специальном рельсовом монотреке (монорельсовая тележка) или по гладкой дорожке в специальном вогнутом бетонном, стеклопластиковом или из нержавеющей стали жёлобе. Этот тип спуска использует только потенциальную энергию.
Пользователь может влиять на скорость размещённой перед ним тормозной рукояткой, из-за чего спуск может замедляться, если пользователь сочтёт это необходимым.
Этот тип аттракциона распространён главным образом в Германии, Швейцарии, Австрии. Ведущим изготовителем трасс является компания Wiegand, основанная в Германии.
Пример такого аттракциона можно увидеть в австрийском селе Петтной-на-Арльберге, трасса которого имеет 550 метров в длину, в Мидерсе (Тироль, Австрия), в городе Имменштадт-им-Альгой (Бавария), в Гштаде (Берн, Швейцария), в Красноярске (Россия), Минске (Белоруссия).

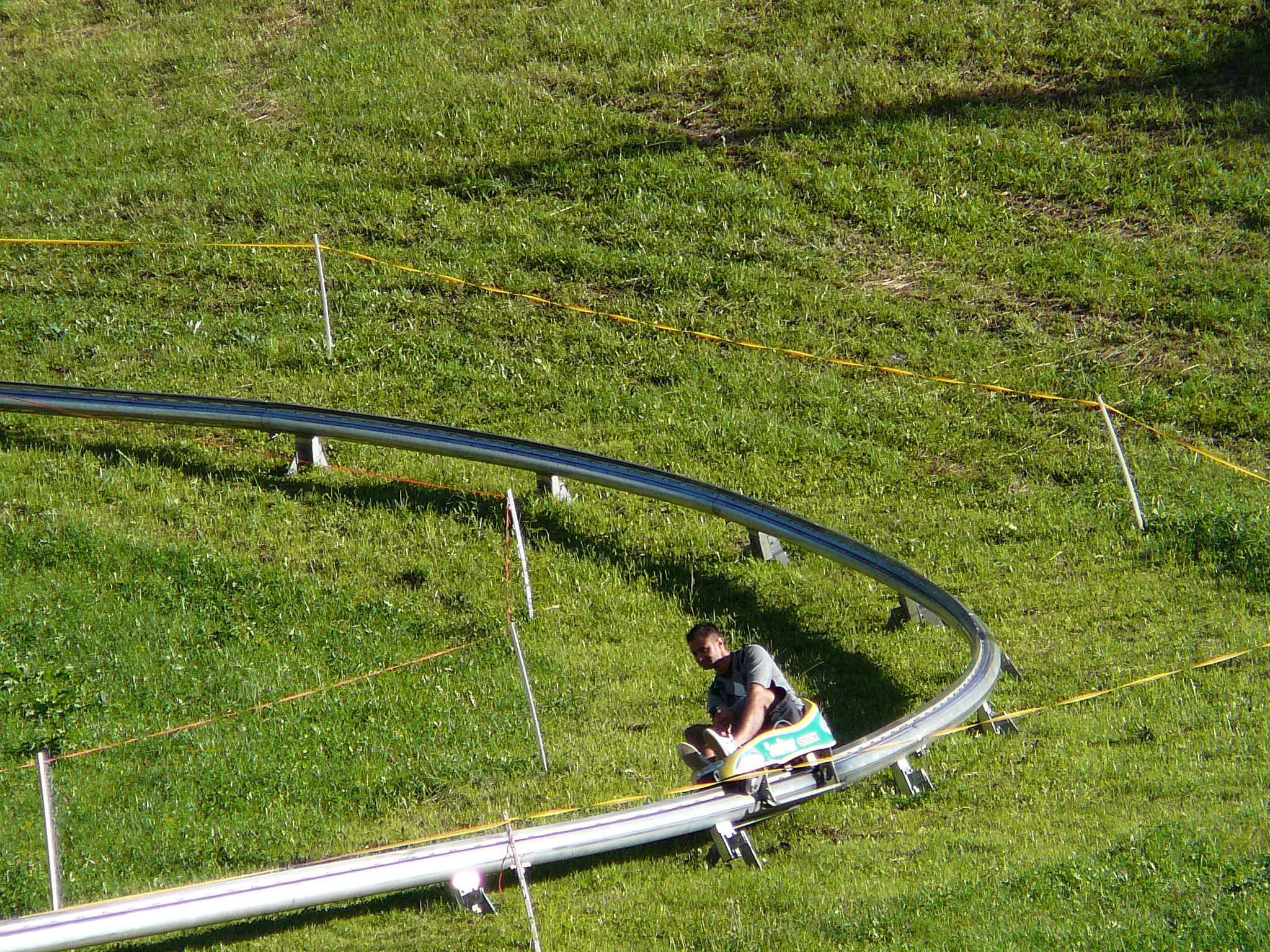
Участок трассы в Сан-Кандидо, Италия
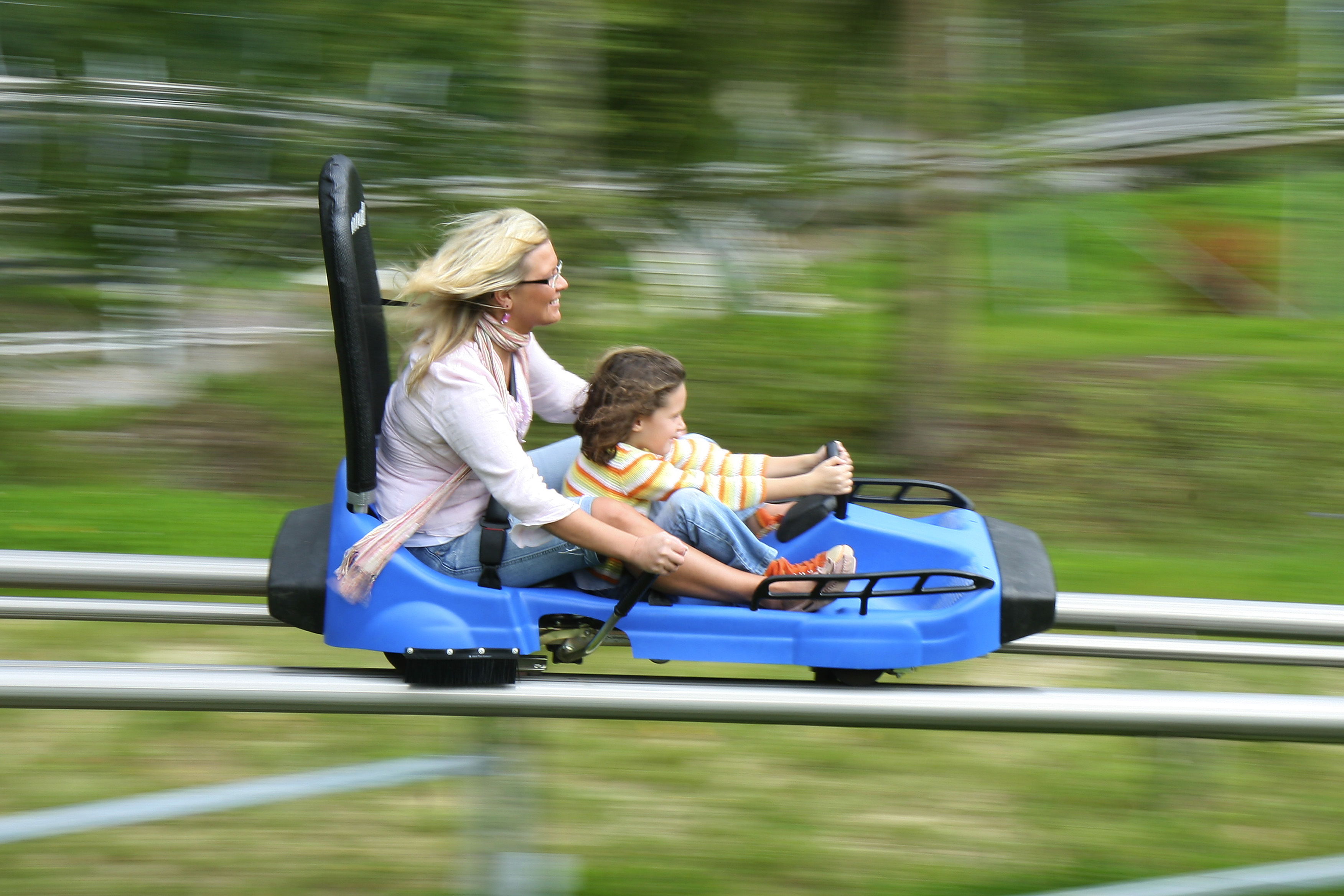
В Eifelpark, Германия
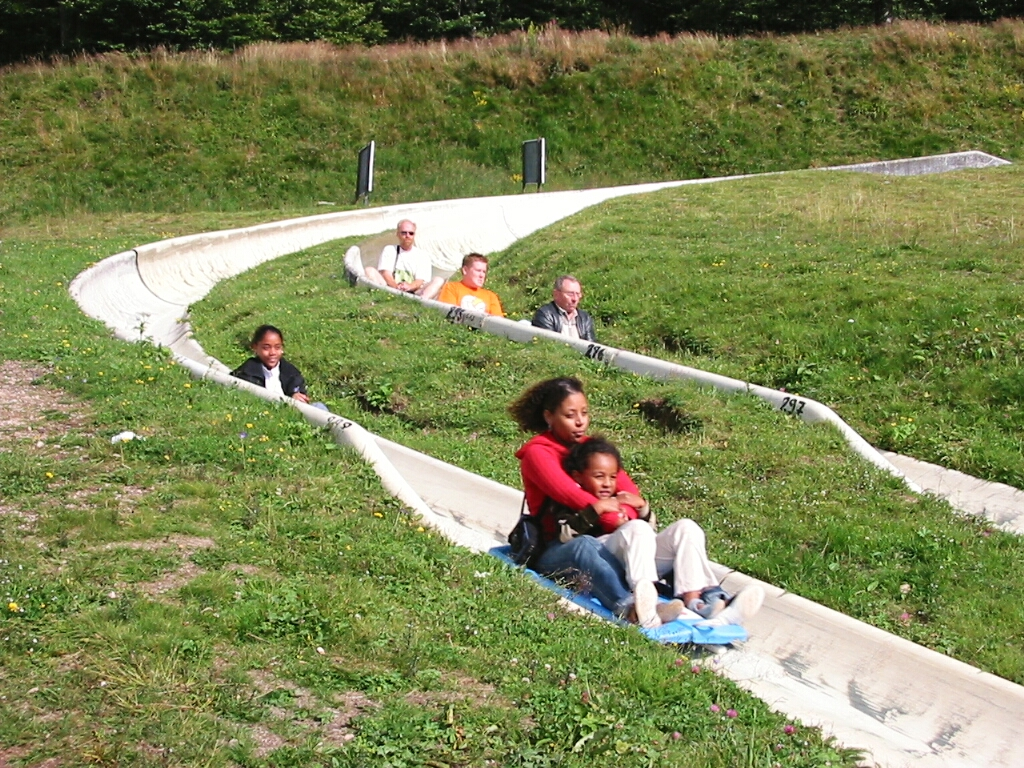
Col de la Schlucht, Франция